# Eurolophosaurus amathites
Eurolophosaurus amathites — вид ігуаноподібних ящірок родини Tropiduridae. Ендемік Бразилії.

## Поширення і екологія
Eurolophosaurus amathites мешкають в штаті Баїя, на правому березі річки Сан-Франсиску. Вони живуть серед білих піщаних дюн, місцями порослих рослинністю. Зустрічаються на висоті від 400 до 600 м над рівнем моря.

## Збереження
МСОП класифікує цей вид як такий, що перебуває під загрозою зникнення. Eurolophosaurus amathites загрожує знищення природного середовища.